# Daryl Sabara

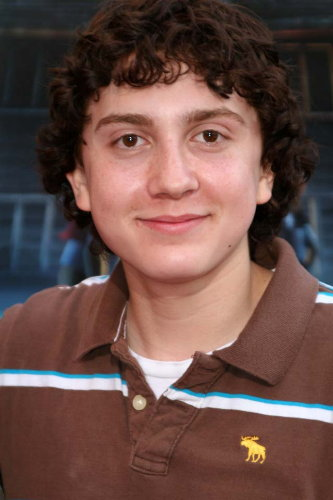
Daryl Sabara

Daryl Christopher Sabara (* 14. Juni 1992 in Torrance, Kalifornien) ist ein US-amerikanischer Schauspieler.

## Leben
Daryl Sabara ist der ältere Zwillingsbruder von Evan Sabara, der eine Minute nach ihm geboren wurde. Die Brüder wurden jüdisch erzogen und feierten 2005 ihre Bar Mitzwa. Auch Evan ist heute Schauspieler.
Seit er drei Jahre alt ist, tanzte Sabara im Ballett und machte so erste Talentscouts und Agenten auf sich aufmerksam. Seit Mitte der 1990er Jahre steht Sabara als Schauspieler vor der Kamera und wurde vor allem durch seine Rolle in der Spy-Kids-Tetralogie international bekannt. Auch zählt Der Polarexpress aus dem Jahr 2004 zu einem von Sabaras bekanntesten Filmen, in dem er als Stimme im US-Original zu hören war.
Am 22. Dezember 2018 heiratete er die Songwriterin und Popsängerin Meghan Trainor. Im Februar 2021 wurden Sabara und Trainor Eltern eines Sohnes. Im Juli 2023 wurde ihr zweiter Sohn geboren.

## Filmografie (Auswahl)

### Spielfilme
- 2001: Spy Kids
- 2002: Spy Kids 2 – Die Rückkehr der Superspione (Spy Kids 2: The Island of Lost Dreams)
- 2003: Mission 3D (Spy Kids 3-D: Game Over)
- 2003: Findet Nemo (Finding Nemo)
- 2004: Der Polarexpress (The Polar Express)
- 2006: Keeping up with the Steins
- 2007: Halloween
- 2007: Eine Ganz Normale Clique (Normal Adolescent Behavior)
- 2007: Kick It Like Sara (Her Best Move)
- 2009: World’s Greatest Dad
- 2009: Amok – Columbine School Massacre (April Showers)
- 2010: Machete
- 2011: Spy Kids – Alle Zeit der Welt (Spy Kids: All the Time in the World)
- 2012: John Carter – Zwischen zwei Welten (John Carter)
- 2013: The Philosophers – Wer überlebt? (After the Dark)
- 2013: The Green Inferno

### Fernsehserien
- 1999: Roswell
- 2000: Will & Grace
- 2003: Friends
- 2005: Dr. House (House, M.D.)
- 2005–2006, 2012: Weeds – Kleine Deals unter Nachbarn (Weeds)
- 2006: Criminal Minds
- 2007: Die Zauberer vom Waverly Place (Wizards of Waverly Place)
- 2010–2012: Generator Rex
- 2012: Grimm

## Auszeichnungen
- einen Young Artist Award für Der Polarexpress
- eine Young-Artist-Award-Nominierung mit den Schauspielkollegen für Mission 3D